# Anonymous Noise
Anonymous Noise (jap. 覆面系ノイズ, Fukumenkei Noise) ist eine Manga-Serie von Ryōko Fukuyama, die 2013 bis 2019 in Japan erschien. Sie wurde als Hörspiel, Animeserie und Kinofilm adaptiert und ist in die Genres Drama, Romantik und Shōjo einzuordnen.

## Inhalt
In der Grundschule lernt Nino Arisugawa (有栖川 仁乃) ihre erste Liebe kennen. Mit ihrem Mitschüler und Nachbarn Momo Sakaki (榊 桃) singt sie und vertreibt sich so ihre Sorgen um ihre streitenden Eltern. Doch eines Tages ist Momo verschwunden – seine Familie ist umgezogen, ohne dass Nino davon wusste. Davon betrübt zieht sie sich zurück, bis sie ihre anderen Mitschüler Kanade Yuzuriha (杠 花奏), genannt Yuzu, besser kennenlernt. Er komponiert selbst und beim Singen seiner Lieder kann Nino endlich wieder Freude empfinden. Doch obwohl sich Yuzu in sie verliebt, kann Nino Momo nicht vergessen. So trennen sich ihre Wege wieder.
In der Oberschule trifft Nino Yuzu als Komponisten der Schulband und der Profi-Band in NO hurry to shout wieder. Zunächst hält der Schmerz ihrer Vergangenheit beide zurück. Doch dann soll Nino für die Sängerin der Band einspringen und Yuzu lässt sich darauf ein, für sie zu schreiben. Aber noch immer sehnt sich Nino nach Momo und hofft, ihn mit ihrer Stimme erreichen zu können. Ihre erste Liebe ist inzwischen ein erfolgreicher Komponist.

## Veröffentlichung
Der Manga erschien von April 2013 bis Januar 2019 im Magazin Hana to Yume beim Verlag Hakusensha in Japan. Die Kapitel wurden auch in 18 Sammelbänden herausgebracht. Diese verkauften sich in Japan etwa 35.000 mal in der ersten Woche.
Eine deutsche Fassung erschien von Dezember 2017 bis Juni 2021 bei Carlsen Manga mit allen 18 Bänden. Der Verlag Viz Media bringt eine englische Übersetzung heraus, eine französische erscheint bei Glénat und eine chinesische bei Tong Li Publishing.

## Anime-Adaption
Unter der Regie von Hideya Takahashi entstand 2017 beim Studio Brain’s Base eine 12-teilige Anime-Adaption der Serie. Hauptautor war Deko Akao und die künstlerische Leitung lag bei Michiko Morokuma. Das Charakterdesign stammt von Mariko Ito.
Die Folgen wurden erstmals vom 11. April bis 27. Juni 2017 von Tokyo MX, sowie je drei bzw. sieben Tage später auch auf Kansai TV und BS Fuji in Japan ausgestrahlt. Animax Asia zeigte die Serie mit englischen Untertiteln und diverse Plattformen veröffentlichten den Anime mit englischen, französischen, spanischen und portugiesischen Untertiteln. Bei Anime on Demand wurde er unter dem Titel The Anonymous Noise auf Deutsch zugänglich gemacht und erschien später bei Nipponart auf DVD und Blu-ray Disc.

### Synchronisation
| Rolle                      | japanischer Sprecher (Seiyū) |
| -------------------------- | ---------------------------- |
| Nino Arisugawa             | Saori Hayami                 |
| Momo Sakaki                | Kōki Uchiyama                |
| Kanade „Yuzu“ Yuzuriha     | Daiki Yamashita              |
| Miou Suguri                | Ayahi Takagaki               |
| Yoshito „Haruyoshi“ Haruno | Daisuke Ono                  |
| Ayumi „Kuro“ Kurose        | Jun Fukuyama                 |

### Musik
Die Musik der Serie wurde komponiert von Sadesper Record. Der Vorspann wurde unterlegt mit dem Lied Highschool (ハイスクール) und der Abspanntitel ist Allegro (アレグロ). Beide stammen von in NO hurry to shout. Während der Folgen wurden folgende Lieder eingesetzt:
- Canary (カナリヤ) von in NO hurry to shout
- Falling Silent von Silent Black Kitty
- Noise (ノイズ) von in NO hurry to shout
- Spiral (スパイラル) von in NO hurry to shout

## Kinofilm
Am 25. November 2017 kam in Japan der Film Fukumenkei Noise in die Kinos, der auf dem Manga basiert. Regie führte Kōichirō Miki, der zusammen mit Rie Yokota das Drehbuch schrieb. Die Hauptrolle Nino übernahmen Ayami Nakajō.

## Hörspiel
Am 5. März 2015 erschien zusammen mit dem 7. Band des Mangas eine Hörspiel-CD. Ein weiteres Hörspiel erschien mit der limitierten Ausgabe des Band 13.